# 复伞房蔷薇
复伞房蔷薇（学名：Rosa brunonii）为蔷薇科蔷薇属下的一个种。

## 扩展阅读
- 維基物種上的相關：复伞房蔷薇